# Mon Repòs
Mon Repòs, o Can Mon Repòs, es una masía de Tarrasa (Vallés Occidental) en la provincia de Barcelona, protegida como Bien Cultural de Interés Local. Está situada al noroeste de la ciudad, fuera de la trama urbana, cerca del km 1,7 de la B-122, o carretera de Rellinars, cerca del barrio del Poblenou y a poca distancia del torrente de Can Colomer, o torrente Medianero de Can Amat, emisario de la Riera del Palau. Se encuentra en terrenos del Parque Agroforestal de Terrassa, entre las ruinas del antiguo tejar de Can Colomer y la masía de Can Colomer. 
El edificio se desplomó el año 2007, mientras se hacían obras de rehabilitación. Está en proceso de reconstrucción.

## Descripción
Originariamente era un edificio aislado, de planta rectangular, formado por planta baja, cubierta a dos vertientes y resuelto en un lenguaje clásico. Estaba inspirado completamente en el arte griego, donde el propietario y autor del proyecto del edificio, el pintor Joaquín Torres García, concibió la fachada principal, a poniente, como un templo, resuelto con atrio de columnas toscanas, arquitrabe y frontón liso. Este atrio daba acceso a la casa y se distribuía a lo largo de un pasillo que desembocaba en un pequeño patio central, cubierto, de doble altura, sobresaliendo al exterior en forma de tragaluz, cubierto a cuatro vertientes y decorado por el propio pintor con cuatro murales de temas mitológicos griegos. Además, dejaba a la vista la estructura de celosía de madera que soportaba la cubierta; la iluminación de este patio se realizaba a través de las ventanas que tenían vidrios de colores.

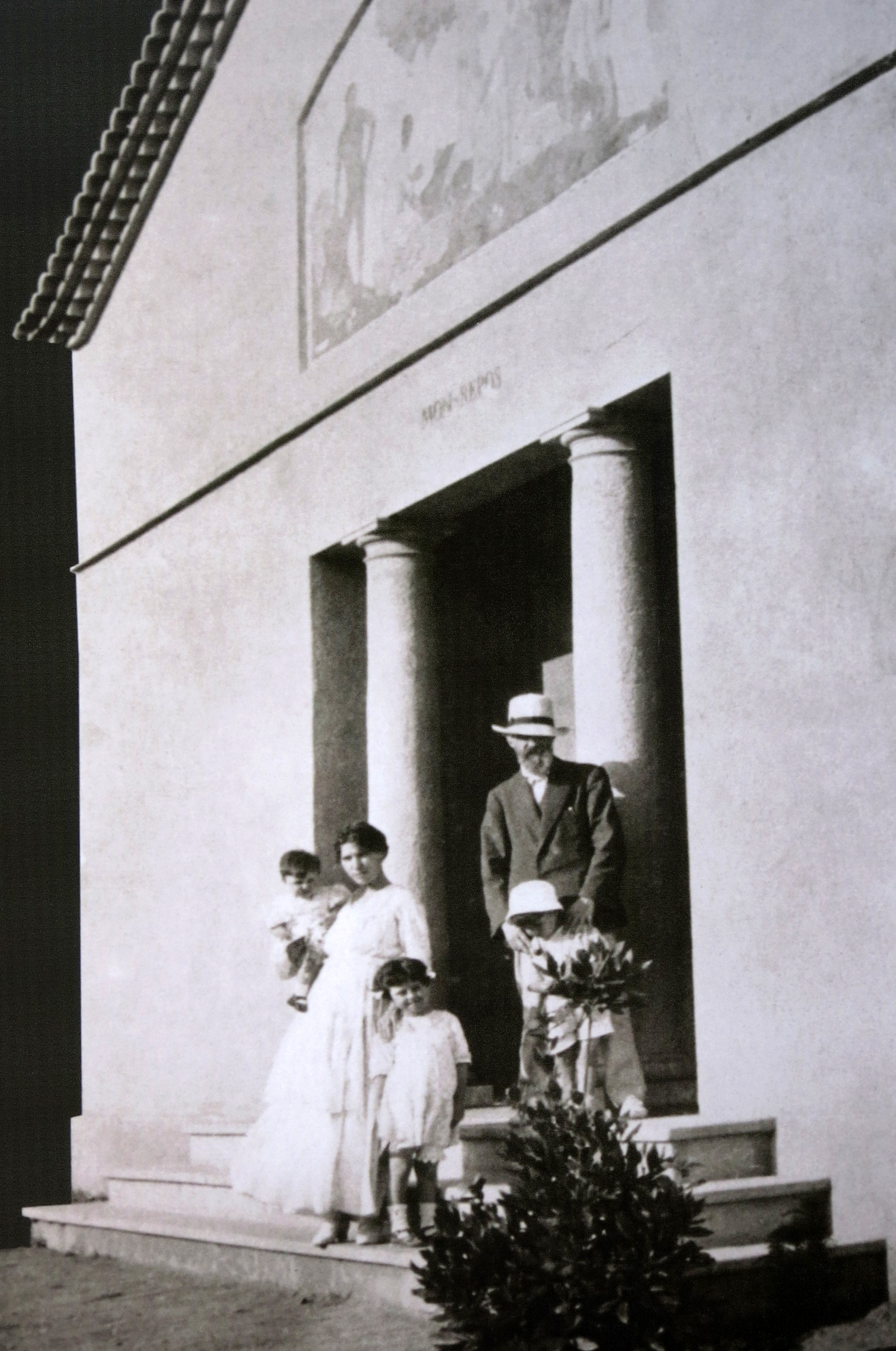
Joaquín Torres García, propietario y promotor de Mon Repòs, con su familia delante de la casa en 1916, en una fotografía expuesta en el Centro Cultural Tarrasa.

## Historia
Cuando se cerró la escuela «Mont d'Or» que ocupaba la masía de Can Bogunyà, Joaquín Torres García se instaló con su familia en una casa vecina, Mon Repòs, construida en el antiguo olivar de Can Colomer, donde vivió entre 1914 y 1919; él mismo dibujó el proyecto arquitectónico. Una vez abandonada por el pintor, quien tuvo que vendérsela para pagar sus deudas,  fue destinada, de manera discontinua, como residencia de otras familias, por  lo que la casa sufrió algunas pequeñas modificaciones, como por ejemplo una nueva distribución del piso y cambios en las aperturas exteriores.
En la segunda mitad del siglo XX quedó abandonada y empezó a degradarse. El último propietario de la casa y de los terrenos emprendió un proyecto de rehabilitación del edificio en 2005. En el año 2007, debido al mal estado del edificio, se hundió el techo y las paredes laterales, excepto la fachada oeste, que se había reforzado previamente y que todavía presentaba restos de pintura mural. Desde entonces, se están realizando los trabajos de reconstrucción de Mon Repòs para restablecer su estructura externa original.

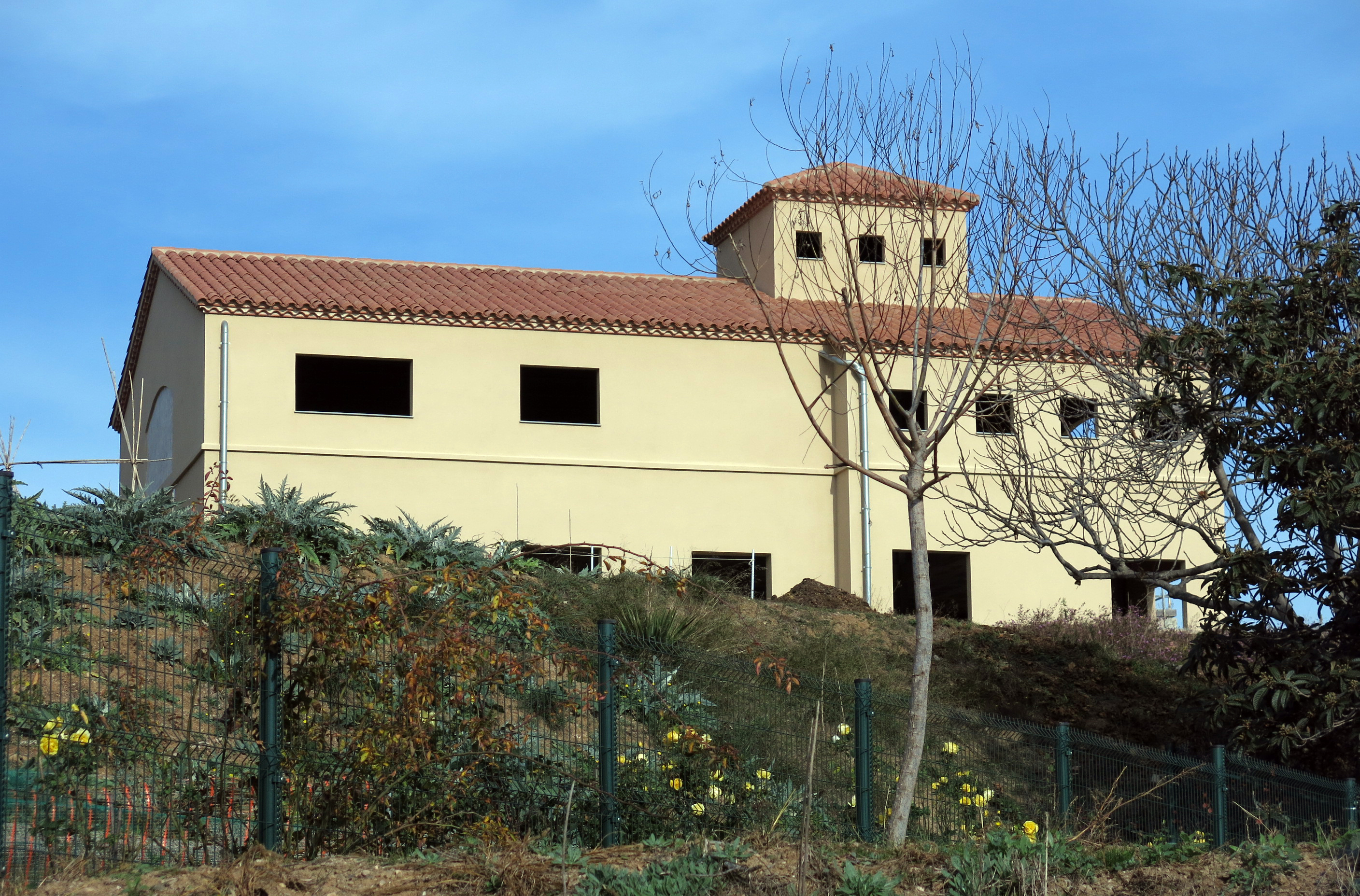
Fachada lateral de Mon Repòs, durante los trabajos de reconstrucción en diciembre de 2015, donde destaca el tragaluz con cubierta a cuatro vertientes

## Pinturas murales de Mon Repòs
Entre 1914 Joaquín Torres García pintó en la sala del tragaluz cuatro murales al fresco considerados la máxima expresión de noucentismo catalán. Las pinturas, de 2 metros de altura y 3 metros de base, están inspiradas en escenas clásicas helenistas y pintadas al estilo del simbolismo de Pierre Puvis de Chavannes, a quien Torres admiraba profundamente. 
En 1993, el conjunto de murales fue adquirido por Caixa Terrassa para preservar su integridad y, una vez retiradas del edificio, ponerlas en proceso de restauración. Los cuatro murales y las leyendas latinas que los acompañan se exhibieron en el MNAC en 1995 y, posteriormente, en el Centro Cultural de Caixa Terrassa, donde permanecieron en exposición temporal hasta 2001, después pasaron a decorar el vestíbulo de la nueva sede de la entidad de ahorros. Finalmente, se exhibieron en el Museo Picasso de Barcelona (2003-2004) y desde 2015 decoran el vestíbulo del actual Centro Cultural Terrassa, donde los frescos presentan la misma disposición que tenían en su estructura original en la masía.
Los cuatro murales, realizados al fresco sobre una lechada de cal, representan las tres edades del hombre y hacen alusión también a la mujer como encargada de mantener el hogar. En la base de cada uno figuraban unas leyendas en latín que ilustraban el motivo del dibujo.
- El mural de levante, el punto por donde sale el sol, simboliza la juventud. Se ve un hombre joven junto a una cesta las naranjas, símbolo de fertilidad, que conversa con dos ninfas que cosechan del árbol. La máxima en latín que la acompaña es Vitam impendere vero ('consagraré la vida a la verdad'), extraída de las  Sátiras  de Juvenal.[7]

- El mural sur está dedicado a la madurez. A la sombra de una higuera, Apolo, representado como el propio Torres García, conversa con una ninfa que lleva los frutos de la tierra en un cesto. A la derecha se ve un joven tocando la flauta. El epígrafe Melioribus Annis ('Los mejores años'), de La Eneida de Virgilio, asocia la edad adulta con la plenitud de la vida.[7]

- El mural de poniente representa el baño de Venus en la figura de Manolita Piña, la esposa del pintor, como símbolo del amor y la belleza. Se ve también un olivo, en alusión al árbol que había delante del Mon Repòs. El epígrafe latino es Omnia [mea] mecum porto ('Todo lo llevo conmigo'), de Las paradojas de los estoicos de Cicerón.[7]

- Finalmente, el mural norte representa la sabiduría. Un anciano de pelo blanco y bastón bajo un laurel, observa las figuras de Euterpe y Terpsícore, alegorías de la música y la danza que completan la representación de la paz y la mesura de la última etapa de la vida. La sentencia clásica al pie de la obra es Est modus in rebus ('Hay una medida para cada cosa'), extraída de las Sátiras de Horacio.

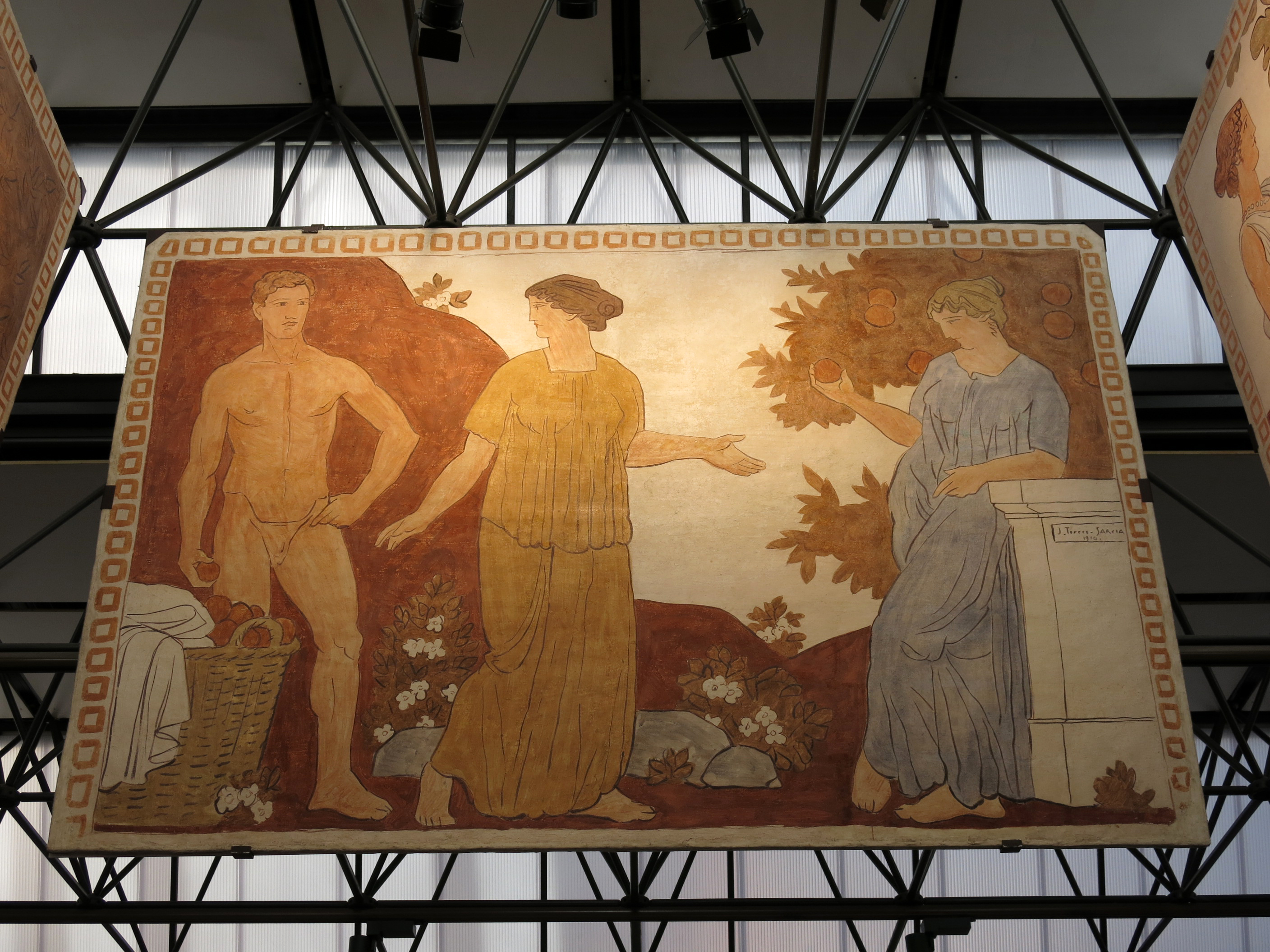
Vitam impendere vero
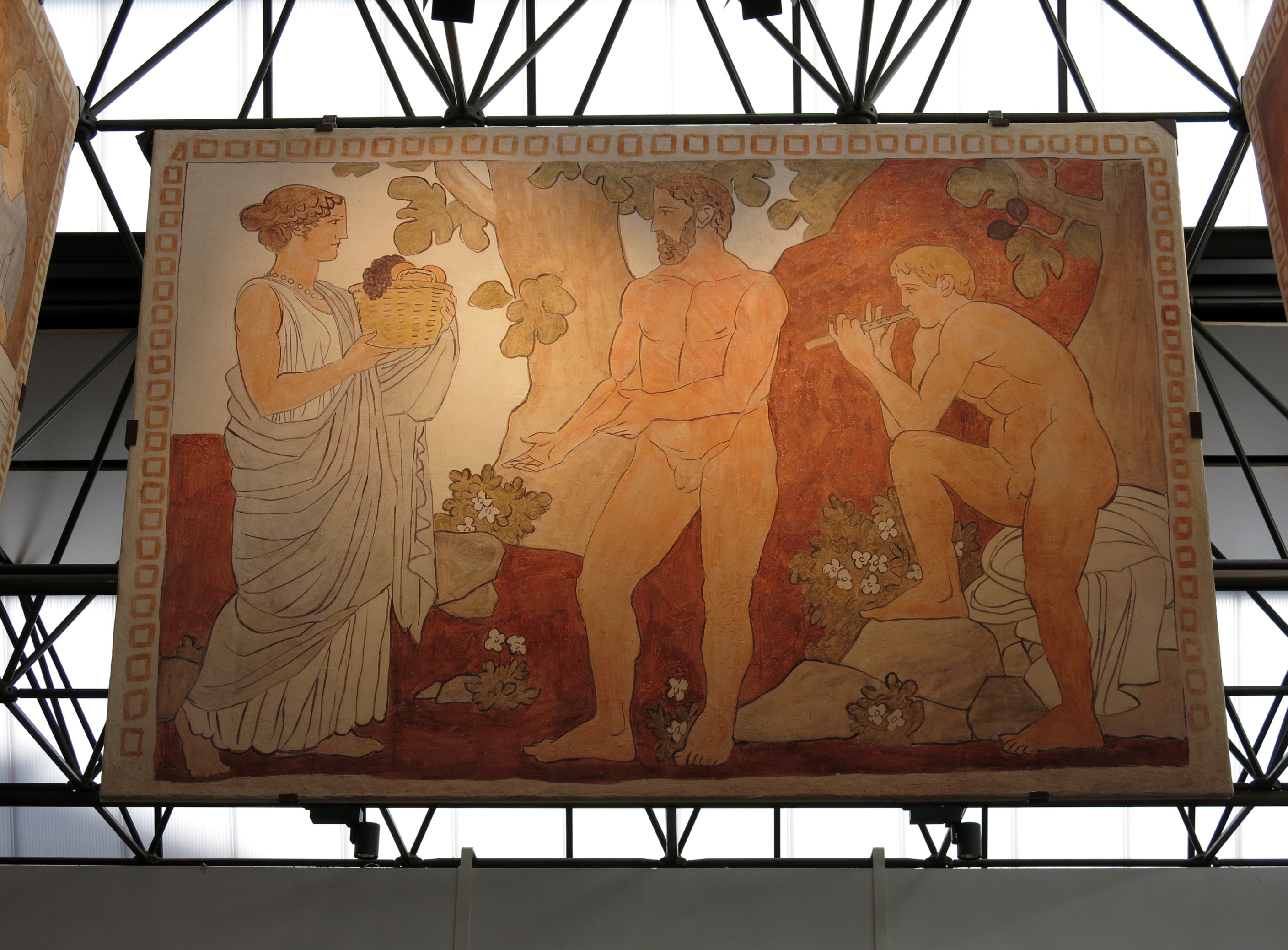
Melioribus annis
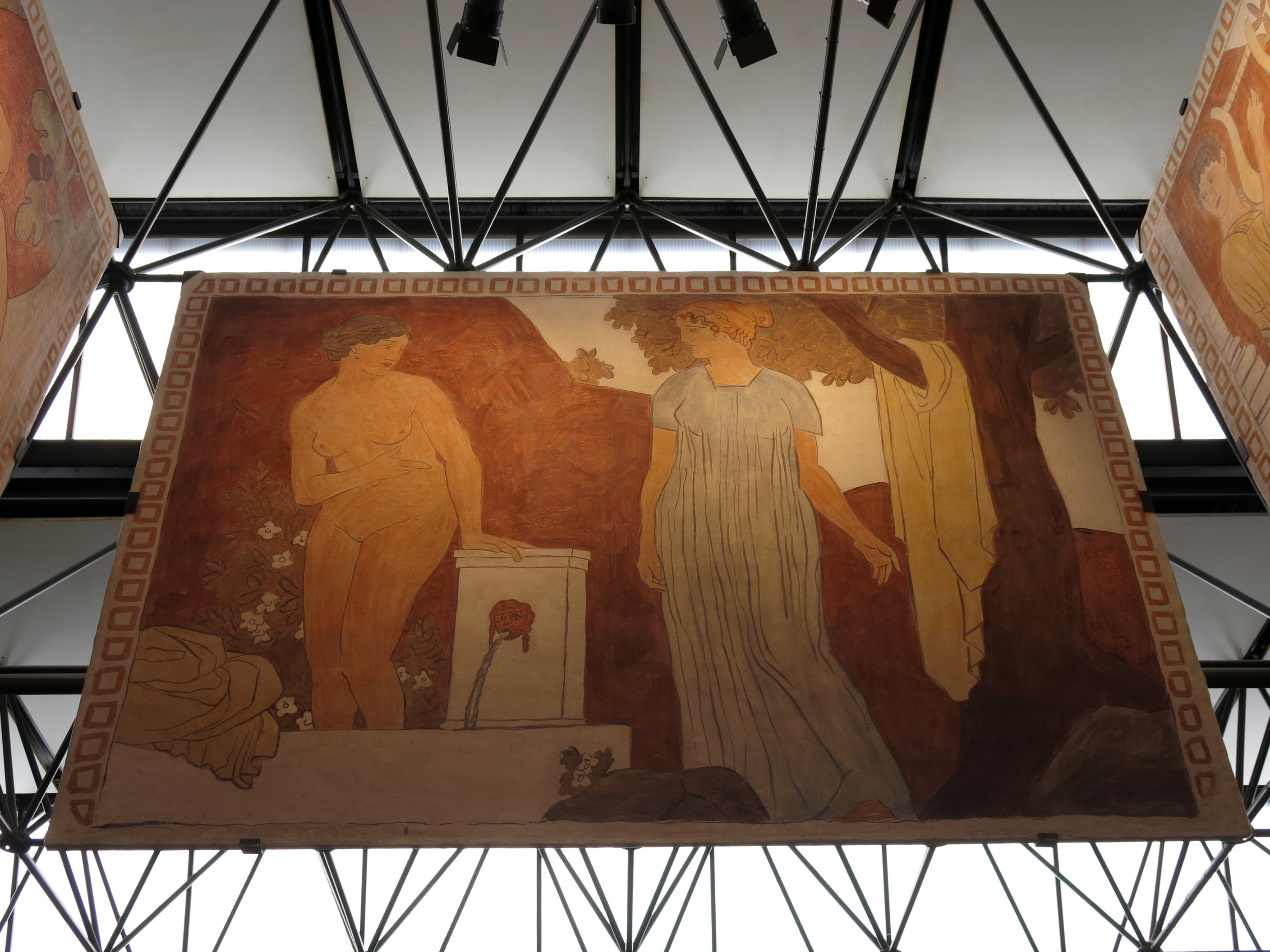
Omnia mecum porto
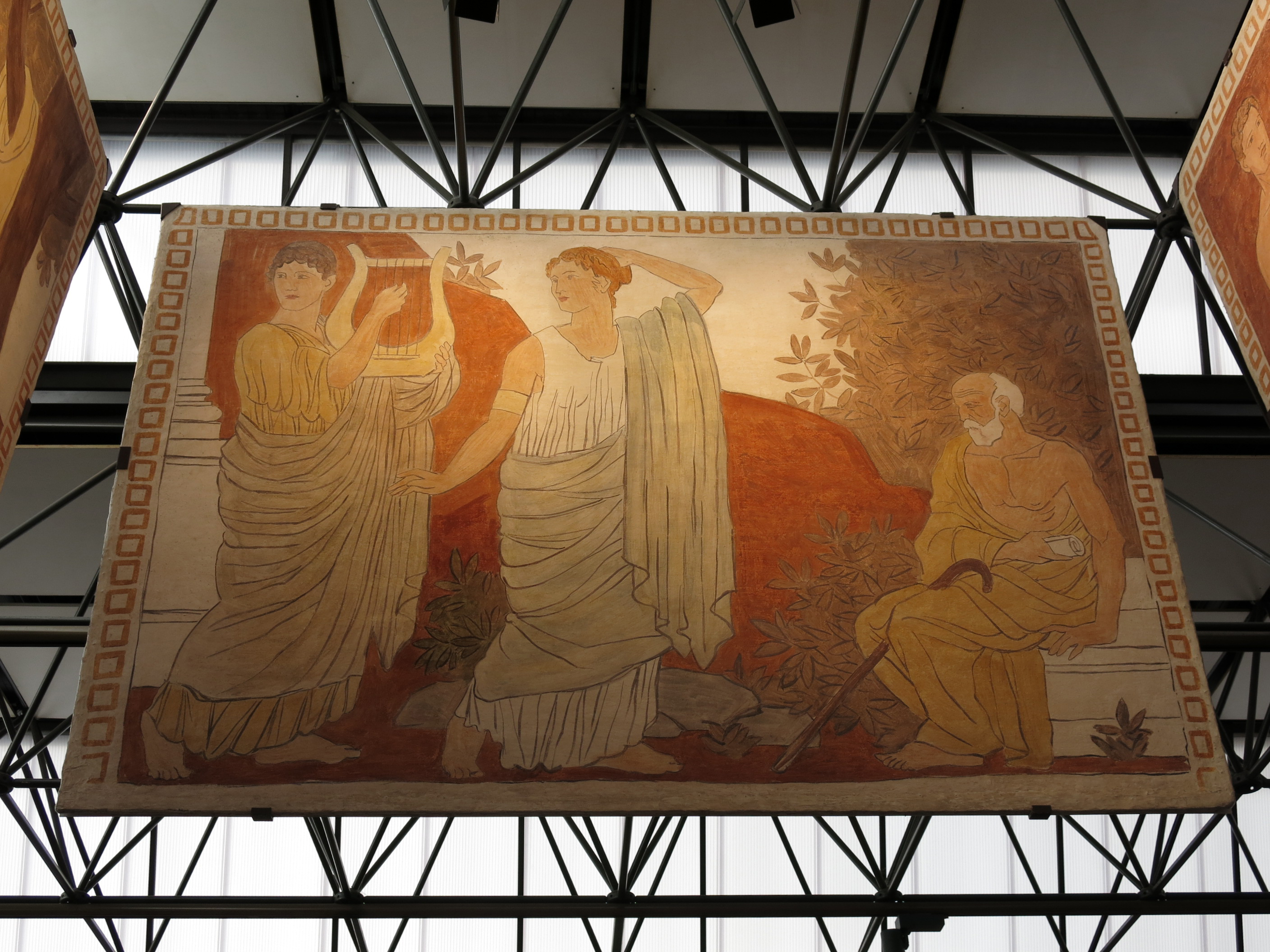
Est modus in rebus